# Silvio Finotto
Silvio Finotto (Balocco, 13 gennaio 1913 – Biella, 9 agosto 1980) è stato un calciatore italiano, di ruolo centrocampista.
Era noto anche come Finotto III per distinguerlo da Antonio Candido (I) e Secondo (II).

## Carriera
Cresciuto nella Biellese, con la Salernitana disputa quattro campionati di Prima Divisione ed il successivo campionato di Serie C, realizzando 46 reti in 122 partite tra il 1931 ed il 1936.
Nel 1936 passa all'Anconitana, con cui conquista la promozione in Serie B al termine della stagione 1936-1937 e disputa quattro campionati cadetti per un totale di 117 presenze.

## Palmarès

### Club

#### Competizioni nazionali
- Serie C: 1

Anconitana-Bianchi: 1936-1937